# 에콰도르의 역사
에콰도르의 역사는 8,000년 이상에 걸쳐 있다. 이 기간 동안, 다양한 문화와 영토가 에콰도르가 된 곳에 영향을 미쳤다. 역사는 선콜럼버스, 정복, 식민지 시대, 독립 전쟁, 그란콜롬비아, 시몬 볼리바르의 여섯 시대로 나눌 수 있으며, 그의 비전은 오늘날 에콰도르로 알려진 것으로 마지막으로 분리되었다.

## 콜럼버스 이전의 에콰도르
잉카 이전 시대에, 사람들은 큰 부족을 형성한 씨족에 살고 있었고, 몇몇은 강력한 연합을 형성하기 위해 서로 동맹을 맺었다. 그러나 이 연맹들 중 어느 누구도 타완틴수유의 가공할 기세에 저항할 수 없었다. 16세기 잉카인들의 침략은 매우 고통스럽고 피비린내 나는 일이었다. 하지만, 일단 우아이나 카팍의 키토 호스트들에 의해 점령된 잉카인들은 광범위한 행정을 개발하고 그 지역의 식민지화를 시작했다. 선콜럼버스 시대는 도자기 이전 시대, 형성기, 지역 발전기, 통합기, 잉카의 도래의 네 시대로 나눌 수 있다.
도자기 이전의 시대는 최초의 빙하기가 끝나고 기원전 4,200년까지 계속되었다. 라스베가스 문화와 잉카 문화가 이 시기를 지배했다. 라스베가스 문화는 기원전 9,000년에서 6,000년 사이에 에콰도르 해안의 산타 엘레나 반도에 살았다. 최초의 사람들은 사냥꾼과 어부였다. 기원전 6,000여 개의 문화가 이 지역에서 처음으로 농사를 짓기 시작했다. 잉카인들은 기원전 9,000년에서 8,000년 사이에 현재의 키토 근처의 시에라산맥에서 고대 무역로를 따라 살았다.
형성기 동안, 이 지역의 사람들은 수렵채집과 단순한 농업에서 더 발전된 사회로 이동했고, 영구적인 발전과 농업의 증가, 도자기의 사용으로 이어졌다. 새로운 문화권에는 해안가의 마찰릴라 문화, 발디비아, 초레라, 시에라의 침바족의 코토콜라오, 그리고 동부 지역의 치구아자의 파스타자가 포함되었다. 발디비아 문화는 중요한 유적이 발견된 최초의 문화이다. 그들의 문명은 기원전 3500년으로 거슬러 올라간다. 그들은 발디비아 근처 지역에 살면서 도자기를 사용한 최초의 아메리카인들이었다. 그들은 바다를 항해했고 안데스산맥과 아마존의 부족들과 무역 네트워크를 구축했다. 발디비아의 뒤를 이어 마칼릴라 문화는 기원전 2천년에서 1천년 사이에 에콰도르 해안을 따라 번성한 농경 문화였다. 이들은 남미의 이 지역에서 옥수수를 재배한 최초의 사람들로 보인다. 초레라 문화는 기원전 1,000년에서 300년 사이에 에콰도르의 안데스산맥과 해안 지방에 살았다.

## 스페인 식민지 시대

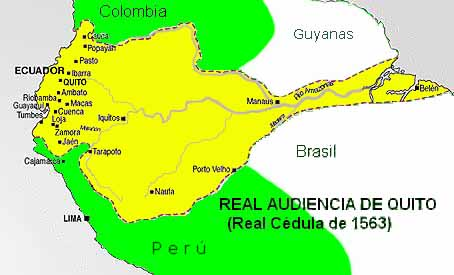
키토의 왕실 청중 지도, 아마존 영토의 대부분은 결코 효과적인 통제 하에 있지 않았다.

1544년에서 1563년 사이에 에콰도르는 페루 부왕령 하에 신대륙에 있는 스페인의 식민지의 일부였다. 페루 부왕령의 일부로 남아 있다가 1720년에 신설된 뉴그라나다 부왕령에 편입되었다. 법원이자 총독의 자문 기관이었던 키토 오디엔시아는 대통령과 몇몇 판사들로 구성되었다.
스페인인들이 그 땅을 점령한 가장 흔한 형태는 엔코미엔다였다. 17세기 초까지 에콰도르에는 500개의 엔코미엔다가 있었다. 비록 많은 것들이 상당히 큰 하시엔다로 구성되었지만, 그들은 일반적으로 남아메리카의 다른 곳에서 발견되는 땅들보다 훨씬 더 작았다. 수많은 개혁과 규정들은 엔코미엔다가 에콰도르 원주민들의 사실상 노예 제도가 되는 것을 막지 못했다. 1589년에는 많은 스페인인들이 도시 점령을 위해 보조금을 받고 있다는 것을 알게 되었고, 스페인인들에게 새로운 토지를 분배하는 것을 중단했다.
만타 북쪽 해안 저지대는 스페인인들이 아니라 1570년 파나마에서 페루로 가는 도중 난파된 기니 해안 출신 흑인들에 의해 정복되었다. 흑인들은 원주민 남성들을 죽이거나 노예로 삼고 여성들과 결혼했으며, 한 세대 안에 잠보족을 구성하여 세기 말까지 스페인의 권위에 저항했고, 이후에도 상당한 정치적, 문화적 독립을 유지했다.
해안 경제는 해운과 무역을 중심으로 발전했다. 과야킬은 화재로 여러 번 파괴되고 황열병이나 말라리아에 끊임없이 시달렸음에도 불구하고 식민지 간 활발한 무역의 중심지였으며, 당대 스페인 통치자들의 중상주의 철학 하에서 기술적으로 불법이었다. 과야킬은 또한 식민지 시대가 끝나기 전에 남아메리카 서해안에서 가장 큰 조선 중심지가 되었다.
에콰도르의 경제는 모국과 마찬가지로 18세기 대부분의 기간 동안 심각한 불황을 겪었다. 섬유 생산은 1700년에서 1800년 사이에 50~75% 감소했다. 에콰도르의 도시들은 점차 폐허가 되었고, 1790년에 이르러 엘리트들은 생존을 위해 하시엔다와 보석을 팔면서 가난하게 되었다. 대조적으로 에콰도르 원주민들은 오브라제의 폐쇄로 에콰도르 원주민들이 하시엔다나 전통적인 공유지에서 덜 힘든 조건에서 일하도록 이끌었기 때문에 아마도 전반적인 상황의 개선을 경험했을 것이다. 에콰도르의 경제적 어려움은 의심할 여지 없이 1767년 스페인 국왕 카를로스 3세에 의해 예수회가 추방되면서 더욱 악화되었다. 오리엔트에서의 임무는 포기되었고, 많은 최고의 학교들과 가장 효율적인 하시엔다와 오브라제들은 식민지 에콰도르의 뛰어난 기관들을 만드는 열쇠를 잃었다.

## 독립과 공화국의 탄생을 위한 투쟁
키토 오디엔시아의 독립을 위한 투쟁은 크리올로들이 이끄는 스페인령 아메리카 전역의 운동의 일부였다. 크리올로들이 페닌슐라레스가 누리는 특권에 대한 분노는 식민지 지배에 대항하는 혁명의 연료였다. 나폴레옹의 스페인 침공이 계기가 되어 1808년 7월 페르난도 7세를 폐위시키고 형 조제프 보나파르트를 스페인 왕위에 앉혔다.
얼마 지나지 않아, 프랑스에 의한 왕위 찬탈에 불만을 품은 스페인 시민들은 페르난도에게 충성하는 지역 준타를 조직하기 시작했다. 1809년 8월 10일 키토의 주요 시민들이 그 뒤를 따랐고, 그들은 지역 대표들로부터 페르난도라는 이름으로 권력을 장악했다. 따라서 식민지 지배에 대한 초기 반란(스페인 아메리카 최초의 반란 중 하나)은 역설적으로 스페인 왕에 대한 충성의 표현이었다.
키토의 크리올로 반란군은 그들의 대의에 대한 대중의 예상된 지지가 부족하다는 것이 곧 명백해졌다. 충성파 군대가 키토에 접근하자, 그들은 평화적으로 권력을 왕권에 돌려주었다. 보복에 대한 확신에도 불구하고, 스페인 정부는 반란군에게 무자비한 것으로 판명되었고, 키토 반란에 가담한 사람들을 색출하는 과정에서 많은 무고한 시민들을 투옥하고 학대했다. 그들의 행동은 1810년 8월 며칠간의 거리 싸움 후에 키토의 왕청의 반도 대통령이 그 우두머리 역할을 했음에도 불구하고 크리올로들의 다수로 구성된 군사 정권에 의해 통치되는 협정을 획득한 콰티뇨 사이에 대중의 분노를 불러일으켰다.
키토 오디엔시아의 강력한 반대에도 불구하고, 군사 정권은 1811년 12월에 의회를 소집하여 오디엔시아의 전체 지역을 현재 스페인에 있는 어떤 정부로부터도 독립시킬 것을 선언했다. 두 달 후, 군사 정권은 민주적인 통치 기관을 제공하는 키토 주 헌법을 승인했지만 페르난드가 스페인 왕위에 복귀할 경우 그의 권한을 인정했다. 얼마 지나지 않아, 군사 정권은 페루 남부의 충성 지역에 대한 군사 공격을 개시하기로 결정했지만, 훈련을 제대로 받지 못하고 장비도 제대로 갖추지 못한 군대들은 1812년 12월 마침내 콰티뇨 반란을 진압한 페루 부왕의 군대와 비교할 수 없었다.

## 같이 보기
- 아메리카의 역사
- 에콰도르의 대통령